# 100519 Bombig
100519 Bombig este un asteroid din centura principală de asteroizi.

## Descriere
100519 Bombig este un asteroid din centura principală de asteroizi. A fost descoperit pe 28 ianuarie 1997 la observatorul astronomic din Farra d'Isonzo. Asteroidul prezintă o orbită caracterizată de o semiaxă mare de 2,59 ua, o excentricitate de 0,24 și o înclinație de 5,0° în raport cu ecliptica.